# María Díaz Cortés
María Díaz Cortés (Granada, c. 4 de enero de ¿ 1892? - Sevilla, 15 de enero de 2009) fue una mujer de etnia gitana que supuestamente llegó a tener 117 años de edad, suceso que la convertiría en la persona más longeva de España desde el 24 de enero de 2007; y, también en la decana de la humanidad, superando así la  edad de Gertrude Baines, estadounidense, nacida en 1894, que por aquel entonces era conocida como la más longeva del mundo, según lo certificaba Guinness, y que fallecería en septiembre de 2009.

## Biografía
María nació en Granada, supuestamente, un 4 de enero de 1892. Desde la década de 1960 convivía con más de 90 familias gitanas en un barrio chabolista de Sevilla, conocido como El Vacie, en condiciones infrahumanas, sin agua caliente y con ratas. María se dio a conocer en noviembre de 2007, cuando su familia denunció a los medios las pésimas condiciones en las que vivían, y más aún con la "abuela" de 115 años, que se mencionaba tenía por aquella fecha. La noticia de su supuesta alta longevidad recorrió toda España.

## Deceso
Falleció en su chabola de Sevilla, el 15 de enero de 2009, supuestamente con 117 años de edad.